# Rueda de prensa

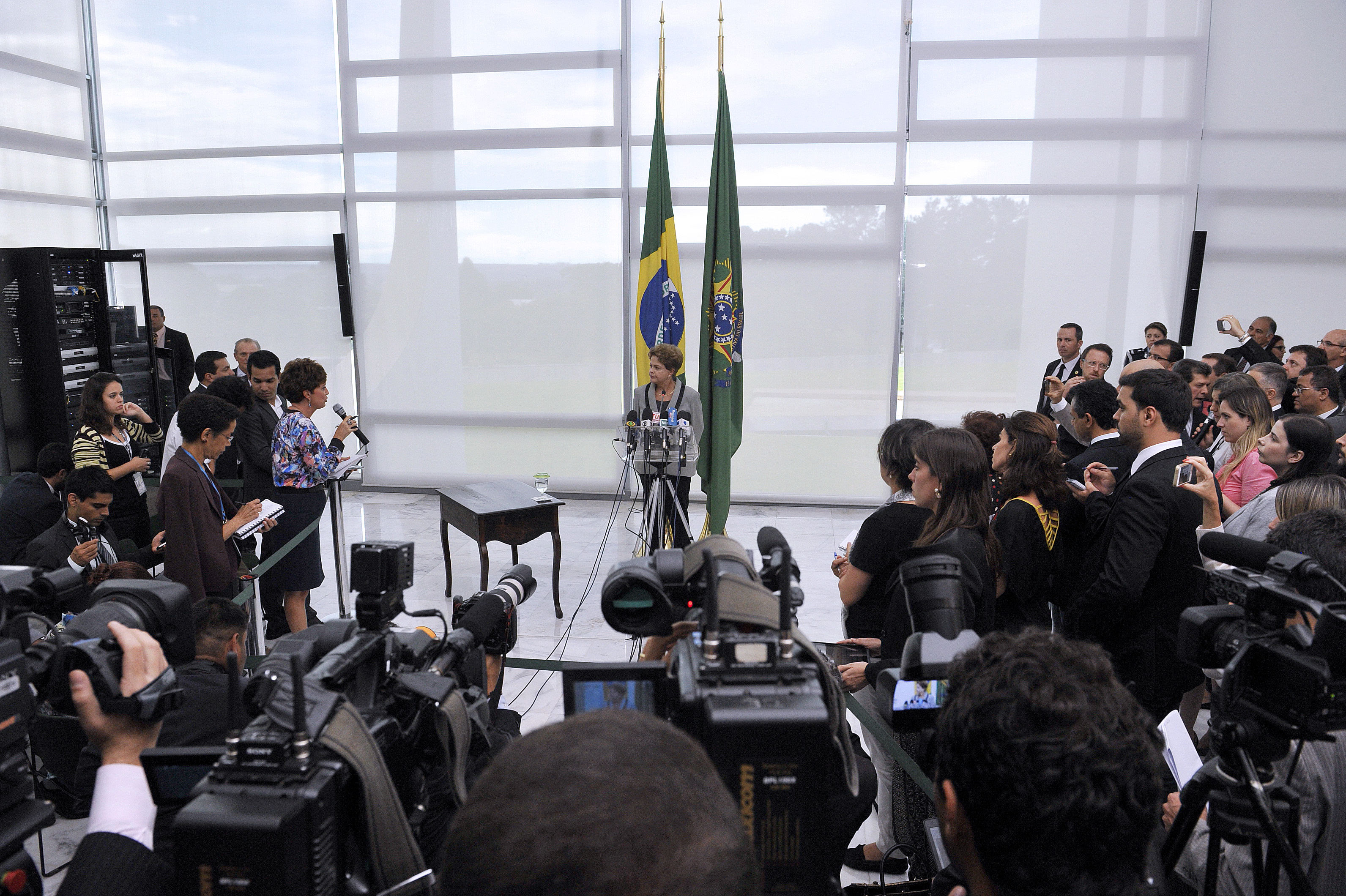
Dilma Rousseff ofrece una conferencia de prensa en el Palacio de Planalto de Brasil.

Una rueda de prensa es un acto de índole informativa planificado ya sea por una persona, organismo o entidad al que están invitados los medios de comunicación para que den información de lo que allí ocurra. El origen de la práctica de la rueda de prensa apareció en Estados Unidos en el año 1913. El presidente Woodrow Wilson dio lugar con los medios a 57 encuentros entre ese año y 1916. No obstante, algunos autores indican que optó por una política de contar lo menos posible en tales ruedas de prensa.
Las ruedas de prensa suelen estar organizadas por instituciones, partidos políticos, sindicatos y grupos empresariales, los cuales son los que tienen mayor poder para convocar. También tienen potestad para convocarla todos aquellos grupos o movimientos sociales que pretendan dar a conocer a la opinión pública algún tema. Utilizan este método asimismo las entidades organizativas y promotoras de distintas actividades para hacer llegar sus programas a los ciudadanos y las personalidades reconocidas (futbolistas, cantantes, actores).
La rueda de prensa adquiere este nombre dado que la palabra rueda procede de la latina rota. Dentro de sus diferentes acepciones, la que más se adecua es la de "círculo o reunión de individuos", junto con el concepto de prensa, el cual se refiere al "conjunto de periodistas o publicaciones".
Además del poder de difusión con el que cuentan las ruedas de prensa y la heterogeneidad de los entrevistadores, la rueda de prensa supone una situación de asimetría entre entrevistador y entrevistado. El sujeto que responde tiene la obligación de hacerlo con el fin de no provocar un contexto de violencia. Los medios de comunicación, no acuden indiscriminadamente a todas las convocatorias sino que seleccionan las que consideran más interesantes o importantes.
Las expresiones rueda de prensa y conferencia de prensa se suelen considerar sinónimas, pero no hay que confundir esta última con la conferencia o charla. La conferencia de prensa está relacionada con una dinámica de comunicación unidireccional. En ella predomina la disertación. La rueda de prensa también se trata de una reunión con periodistas para informarles, pero con un turno de preguntas posterior. En ella siempre existe un diálogo.

## Procedimiento general
Por lo general, una rueda de prensa convencional suele seguir el siguiente esquema:
- Se procede con una bienvenida.
- Tiene lugar una breve exposición por parte de quienes intervendrán.
- Dentro del turno para preguntar, el encargado de otorgar los turnos de palabra será el director de comunicación o coordinador de la rueda de prensa. Con el propósito de identificar al periodista, este da a conocer su nombre y medio para el que trabaja antes de formular la pregunta.
- Para finalizar, se recopilan los puntos fundamentales tratados en el acto informativo. En última instancia, se agradece la asistencia y labor realizada.

Los temas que se tratan en las ruedas de prensa son muy variados y dependen de los intereses de los organizadores. Cuando el periodista acude a la rueda de prensa sabe de antemano los temas que se tratarán y en muchas ocasiones se les entrega por escrito un pequeño resumen con el contenido del acto.

## Aspectos técnicos
A la hora de abordar una correcta elaboración de una rueda de prensa, deben tenerse en cuenta ciertos aspectos técnicos tales como:
- Elementos visuales: pancartas de mesa o pared que simbolicen el motivo de dicha rueda de prensa o el logotipo de la organización que la acoge. Este aspecto visual es útil también para los tiros de cámara.
- Servicios a medios no asistentes: en el caso de aquellos medios que no hayan podido acudir a la rueda de prensa, el jefe de comunicación se encargará de enviarles información.
- Otros aspectos técnicos: en ocasiones se da la aglomeración de micrófonos sobre la mesa, lo que dificulta una imagen adecuada y el sonido. Para evitar este percance, tomas de sonido para cámaras y emisoras deberán ser facilitadas por el jefe de prensa. Este además deberá otorgar un espacio concreto para las cámaras.